# Kalitino (rejon mieżdurieczeński)
Kalitino (ros. Калитино) – wieś w Rosji, w rejonie mieżdurieczeńskim obwodu wołogodzkiego. W 2010 r. liczyła 43 mieszkańców.